# Mama Ocllo

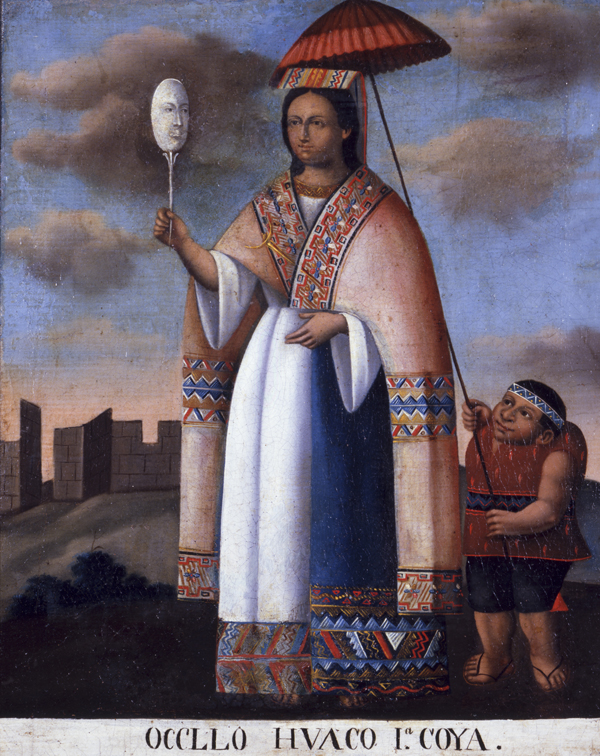
Anoniem, rond 1840. San Antonio Museum of Art

Mama Ocllo (Quechua: Mama Uqllu) was de aardgodin en de vruchtbaarheidsgodin van de Inca's.  In één legende was zij een dochter van Inti en Mama Quilla, en in een andere de dochter van Viracocha (Wiraqucha) en Mama Qucha. In al deze legenden was zij de oudere zuster en echtgenote van Manco Cápac (Manqu Qhapaq), met wie zij de stad Cusco stichtte. In sommige variaties baarde zij hem ook een zoon, Sinchi Roca, hoewel alle Inca heersers na Manco Cápac werden verondersteld hun nakomelingen te zijn.
Volgens de meeste verhalen werden Mama Occlo en Manco Cápac door Inti gezonden om de Inca's te helpen door hun kennis uit te breiden, nadat hij zag hoe slecht ze leefden. Volgens de meeste legenden begonnen zij na hun schepping te reizen om de perfecte plaats te vinden om hun taak te beginnen, en wisten zij wanneer zij die gevonden hadden wanneer de gouden staf die Inti aan zijn beide kinderen had gegeven, in de grond zonk. Toen de roede eenmaal was gezonken, begonnen zij de Inca-bevolking te onderrichten; samen leerden zij de mensen hoe zij hun huizen beter konden bouwen; Mama Ocllo leerde de Inca-vrouwen de kunst van het garen spinnen, naaien, wetenschap en huishoudelijke taken.

## Afbeeldingen

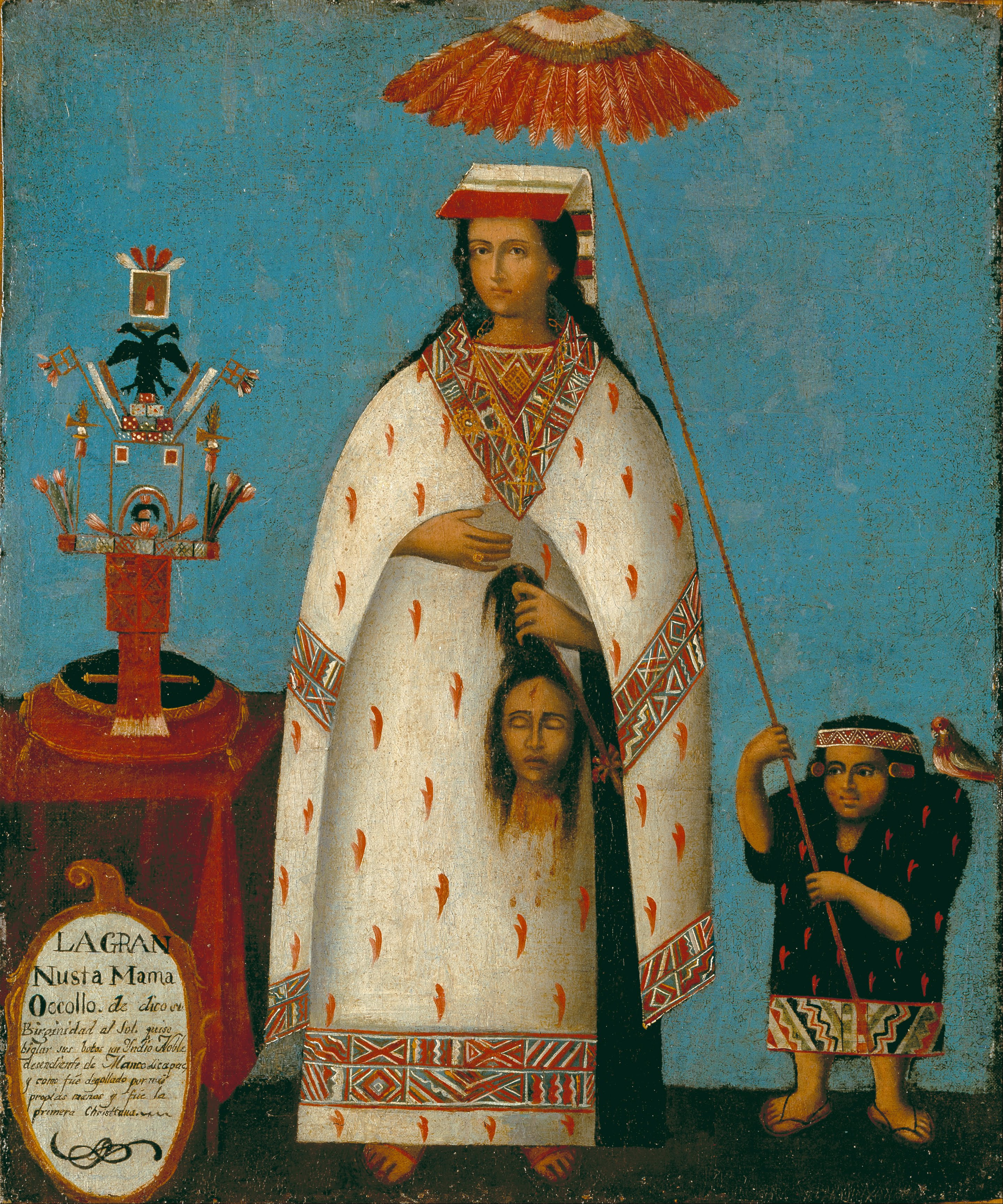
Anoniem, rond 1800. Denver Art Museum
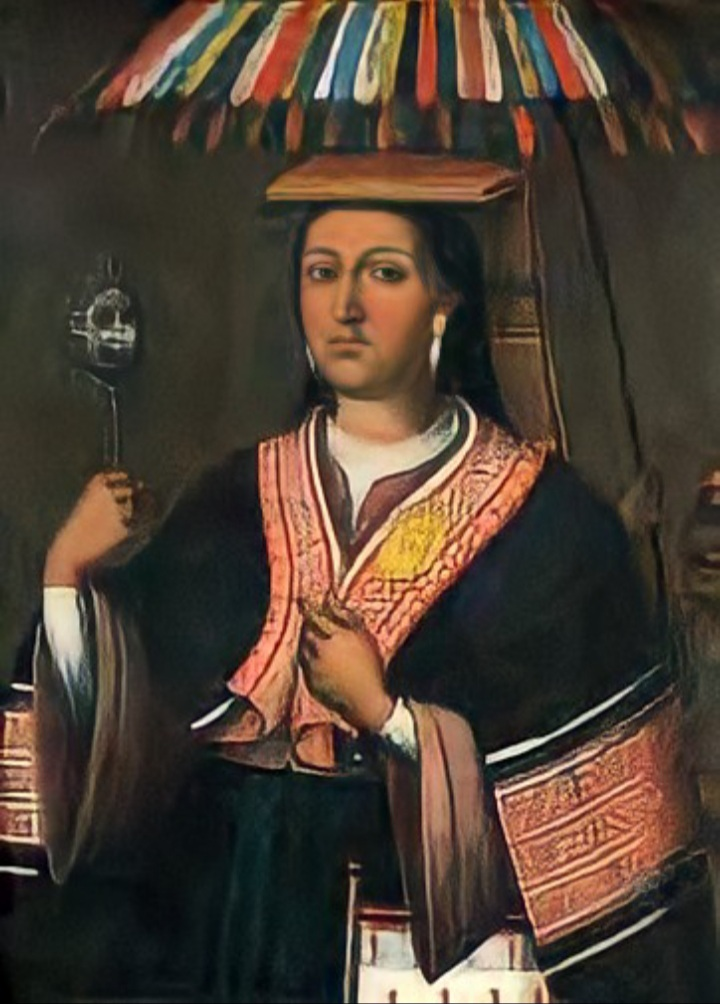
Anoniem
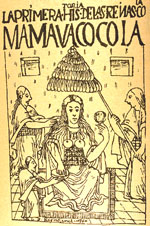
Guaman Poma De Ayala, El Primer Nueva Corónica Y Buen Gobierno (1615)